# Bibost
Bibost település Franciaországban, Rhône megyében. Lakosainak száma 543 fő (2022. január 1.). Bibost Savigny, Saint-Julien-sur-Bibost és Bessenay községekkel határos.

## Népesség
A település népességének változása:
| Lakosok száma | 551  | 571  | 588  | 575  | 566  | 558  | 549  | 542  | 543  |
|               | 2013 | 2015 | 2016 | 2017 | 2018 | 2019 | 2020 | 2021 | 2022 |